# Fernando Paz Cristóbal
Fernando Paz Cristóbal   (Madrid, 1966) és un historiador, professor d'educació secundària i tertulià espanyol.

## Biografia
Nascut el 1966, Paz és docent al Highlands School El Encinar,. Es divulgador de la història. Col·labora de forma habitual com a tertulià a El Toro TV, on disposa del seu propi espai denominat «La Inmensa Minoría».
Fou durant un curt període Secretari de Formació i Organització de Vox, al desembre de 2014 es va presentar com a representant d'aquest davant Hazte Oír postulant el partit com a alternativa política «en la defensa de la família i contra la corrupció». Defensor a ultrança del franquisme, considera que Occident s'aboca a l'«abisme» per reconèixer els drets dels homosexuals, qualificà el bombardeig de Guernica com «un mite construït a Anglaterra» i els judicis de Nuremberg com «una farsa». Ha participat com a ponent en conferències organitzades per formacions falangistes i pel partit neonazi Alianza Nacional. També va participar el 2013 com a convidat al programa Fort Apache presentat per Pablo Iglesias.
Temptativament inclòs com a cap de llista de Vox al Congrés dels Diputats per Albacete de cara a les eleccions generals d'abril de 2019, les seves «declaracions revisionistes i negacionistes de l'Holocaust» van forçar, després del corresponent escrutini públic, la seva renúncia a ser candidat.